# 太極拳
太極拳（たいきょくけん）は、中国武術の一派。東洋哲学(特に老子)の重要概念である太極思想を取り入れた拳法で、形意拳、八卦掌と並んで内家拳の代表的な武術として知られる。戦わぬ事を最上に見た老子思想の形である事から、最弱最強の拳法とも言われる。ユネスコ無形文化遺産である。

## 歴史

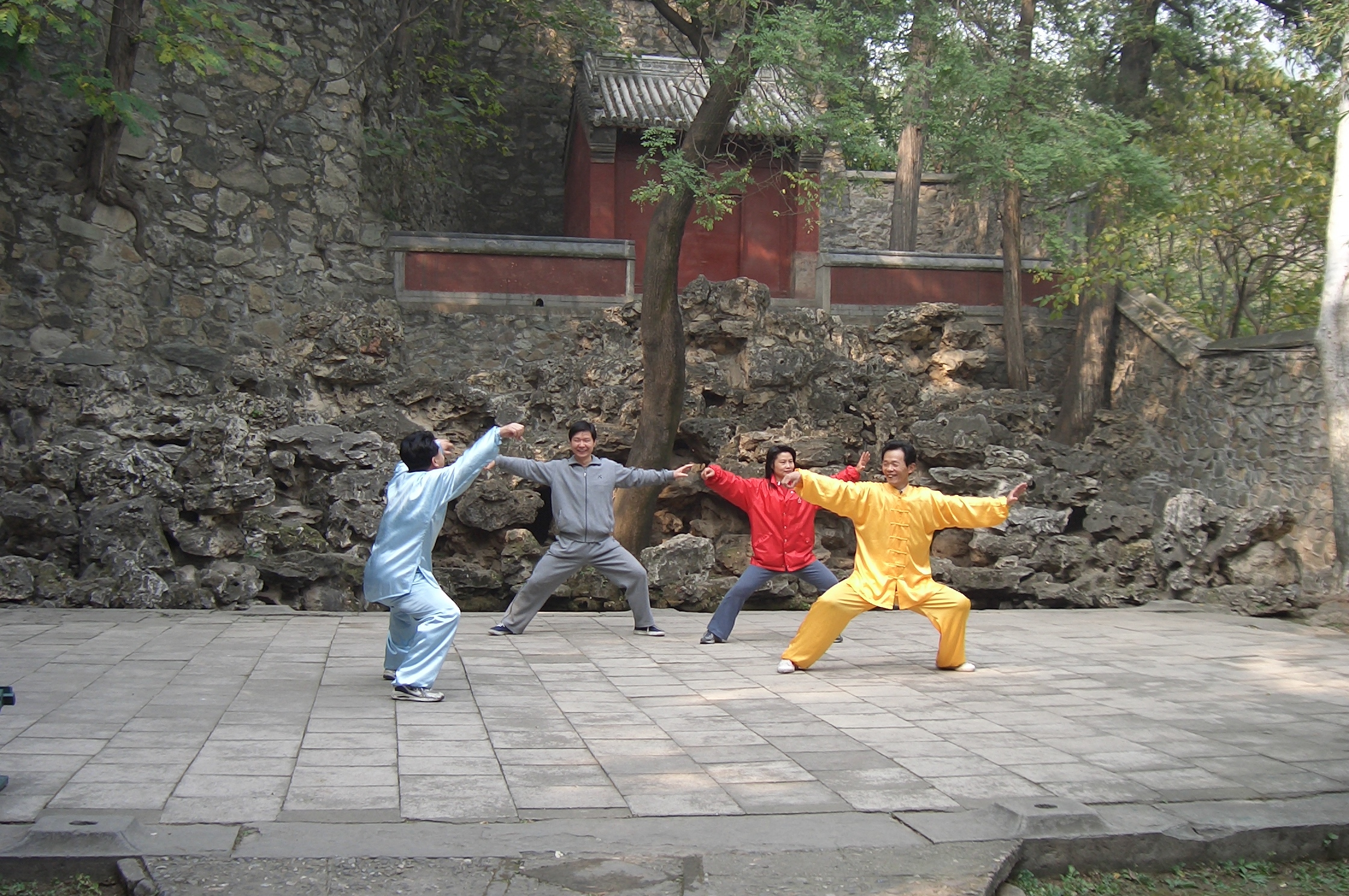
太極拳の套路　北京・香山にて。

古来、中国拳法は口伝で伝えるのを常とし書物に明記する事は稀であった。現代と違い、古くはその武術は、個人や集団の生命・安全に関与する。そのため、人命に関わる技術は秘密にされるのが常であった。その関係で(太極拳に限らずその他武術含めて)初期歴史の詳細は不明である。
伝承であれば元代、張三丰が少林寺で武術を修めた後に武当山に入って修行し、道教の陰陽五行思想や吐納法と呼ばれる呼吸法を取り入れて編み出したとされている。但し、張三丰は中国の他の伝説にも現れる不老長寿の仙人の名前であり、この説については伝説の域を出ていない。少林拳等が外家拳と呼ばれるのに対して、太極拳、形意拳、八卦掌等は内家拳（武当門）と呼ばれることがある。中国武術の全国的統一組織であった南京中央国術館の武当門の門長に楊氏太極拳三世の楊澄甫が就任しているが、後に各門派ごとの組織に改められ、武当門は廃されている。考証学の祖である黄宗羲が記した王征南墓志銘には、北宗代に張三丰が内家拳法を創始し、王征南はその使い手であると記されており、その拳法の詳細を、黄宗羲の子息である黄百家が「内家拳法」に記録している。内家拳法と太極拳、紀効新書の拳経との関係を考察する研究がある。
その他の起源については、明代に河南省温県常陽村（現・陳家溝）に移住した陳一族に家伝として伝えられていた武術に、陳氏9世・陳王廷が様々な武術の要素を組み合わせ、明代末期から清代初期にかけて創始されたとする、武術史研究家・唐豪の研究がある。その後清代末期に入り、陳氏14世・陳長興の弟子だった楊露禅が、北京に赴きこれを普及。武術理論として王宗岳の『太極拳論』が重視されたため、そこから取って『太極拳』という名称が用いられるようになったと言われる。現在では、陳家太極拳、楊式太極拳、武式太極拳を始めとして様々な門派が存在する。
一方、太極拳の健康効果は古くから知られていたが、その習得は容易ではなく、万人向けと言えるものではなかった。そのため、第二次世界大戦後の1949年に建国した中華人民共和国の国家体育運動委員会は伝統拳の健康増進効果はそのままに、誰にでも学ぶことのできる新しい太極拳を作ることを目標に著名な武術家に命じ、楊式太極拳を基に簡略化した套路を編纂、1956年に簡化太極拳（二十四式太極拳）を制定した。これが制定拳の始まりである。制定拳という名称は本来、「国家が制定した套路」という意味を持つ。
制定拳は一種の健康体操として世界的に広められ、またそれと並行して競技化や新たな套路の編纂も行われていた。現在はグループ表演や競技会も盛んに催されるなど運動競技としての一面も強くなり、その一方で、武術的な側面から制定拳を再編する動きも生まれている。
日本においては楊名時が1970年に簡化太極拳を紹介しており、その後1972年の日中国交正常化を機に、来日した中国人教師などから太極拳の存在が徐々に知られるようになった。また中国政府の普及政策によって中国から太極拳を持ち帰る日本人も現れ、健康体操としての制定拳が広まっていった。激しい運動を伴わず場所を選ばずに容易に行えることから高年齢層を中心に人気である。

## 特徴
武術・戦闘術として継承されてきた太極拳は『伝統拳』と呼ばれる。しかし、近年では伝統拳を参照元にした制定拳（後述）も存在するために、混同を避ける目的で『民間の太極拳』という表現も使われることがある。
基本功に始まって、套路、推手、散手と進むのが一般的な流れで、これによってそれぞれの門派における太極拳の技法を習得する。套路は緩やかで流れるようにゆったりとした動きで行うことで、正しい姿勢や体の運用法、様々な戦闘技術を身に着ける。しかし実際の戦闘における動作はゆっくりしたものではなく、熟練者においてはむしろ俊敏で力強いものとなる。なお、套路の中でも“快架”と呼ばれる速い動きのものもあり、“快架”との対比でゆったりした動きの套路は“慢架”と表現する場合がある。
また、推手の練習では、套路の正しさや・相手と適切な接触を保つ技術（粘連黏随）・相手を感じる能力（聴勁）など武術・戦闘術としての理解度を深めることができる。昔から推手と套路は車の両輪と言われ、実は推手をやらなければ太極拳は本当の意味で理解できないと言われている。
徒手の応用として、太極剣、太極刀、太極棍、春秋大刀、槍など武器術の套路も伝承されている。
また、太極拳の套路は健康法としての一面がよく知られており、一般に太極拳と言う場合、武術ではなく健康法・健康体操の一種として捉えられることも多い。武術としての鍛錬を第一義とせず、各派に伝わる伝統の套路を基にして編集委員等によって競技・表演用に整理された太極拳や、健康体操として簡易化された太極拳などを、伝統拳に対して『制定拳』と呼ぶ。
日本で武術太極拳と呼ばれている競技は、世界的には『武術（ウーシュウ）』と呼ばれているもので、太極拳、長拳、南拳を採り入れ、一定のルールの下で体系化したスポーツである。採用されているのは制定拳であり、伝統拳との間に直接的な関連性はない。

### 健康促進としての太極拳と効果
太極拳は注意、学習、記憶、知覚などの健康な成人の幅広い思考スキルにプラスの効果があることを発見した。健康・長寿に良いとされているため、格闘技や護身術としてではなく健康法として習っている者も多く、中国などでは市民が朝の公園などに集まって、練習を行っている光景がよく見られる。
日本国内でも愛好者は多く、『太極拳のまち』を宣言した福島県喜多方市のように、自治体単位で太極拳を推進している例もある。
米国が2007年に行った国民健康調査によると、推定230万人の米国で成人した人が、健康維持として、過去12ヶ月間に太極拳を行ってたと判明している。効能は「健康状態、筋力、筋肉の協調運動や柔軟性の向上」「安定した運動による睡眠の深化」「身体バランスの強化と転倒リスクの低下」などの促進が期待できるという。アメリカ国立補完統合衛生センターの研究では太極拳を行った被験者の血圧が26件の内22件も血圧を下げたなどの成果が報告されている。さらに、ハーバード大学の研究によれば、変形性関節症などの関節炎を手術よりも太極拳で緩和できると、示唆しており引き続き代替医療の研究が進められている。

## 門派

### 伝統拳
陳家太極拳
河南省陳家溝の陳一族を中心に伝承されてきた武術で、全ての太極拳の源流。柔軟で緩やかな動きと、纏絲勁(螺旋の道理による力の作用方法)によって全身の勁を統一的に運用して繰り出される豪快な震脚や発勁が特徴である。見た目の動作が比較的大きい大架式と見た目の動作が比較的小さい小架式の2つのスタイルが主流で、大架式からは新架式が派生し、新架式からは趙堡架式が派生した。
一般に広まったのは、20世紀に入り陳氏17世・陳発科が北京で大架系統を教授してからと言われる。
忽雷架式
陳氏15世・陳清萍の弟子・李景炎が創始した拳架の一種。緩急の激しい鋭い動作を特徴とする。陳家系の一派だが、別門派として扱われることもある。
楊式太極拳
陳氏14世・陳長興の弟子である楊露禅が創始し、19世紀の北京において広く門弟に教授された。その後も、露禅の子・楊健侯、孫・楊澄甫と三代に渡って改良が加えられ、現在は澄甫が開発した大架式の套路が普及している。大架式の動作がのびのびとして柔らかく、発勁においては一見して激しい動作を行わない点が、陳家太極拳との大きな違いとなっている。
楊式太極拳の理論書としては、健侯の兄・楊班侯の記した『太極拳九訣』や、澄甫の記した『太極拳老譜三十二解』がある。制定拳の基となったことでも知られる。
呉式太極拳
楊露禅より学んだが楊露禅自身の指示で子である楊班侯の門下になった全佑と、その子・呉鑑泉によって創始された。弓歩の際に前傾姿勢をとることが他流派と異なり、小架式の動作は緊密でまとまっている。独特な風格としては軽さと機敏さ、そして円滑さがすべての式で貫き通されることで知られている。套路が多く残されており、特に四正推手から派生した十三式がある推手の技法が多い。系統によって歩距や架式の高さに違いが大きい。鑑泉が上海精武体育会で教授したため、中国国内だけでなく香港を中心として華僑の間にも普及している。
武式太極拳
楊露禅の友人である武禹襄が露禅に陳家太極拳を学んだ後、陳清萍に弟子入りして本格的に陳家太極拳を修め、それに独自の理論を加えて創始した。著名な伝承者である郝為真の姓をとって、郝式太極拳と呼ばれることもある。親族にしか伝承されないなど近年まで保守的な姿勢をとっていたため、伝承者は極めて少ない。太極拳の名称の由来となったと言われる『太極拳譜』は、禹襄の兄・武秋瀛が発見したと伝えられる。
孫式太極拳
孫禄堂によって創始された。形意拳の歩法、八卦掌の身法、武式太極拳の手法が統合されている。開合によって動作を連関し、快速な活歩によって転換することから、開合活歩太極拳とも称される。
上記5つの太極拳流派は、「五大太極拳」と呼ばれる。
和式太極拳
和兆元が陳清萍に学び創始した。陳家太極拳と異なり、発勁に激しい動作を伴わない。陳家太極拳の一派と見なされてきたが、近年、代表的伝統太極拳として認定された。
鄭子太極拳
楊澄甫の弟子・鄭曼青が、楊式太極拳を整理し三十七式にまとめたもの。楊式から認められなかったことと、楊式よりも更に小さく柔らかい動きであることから、楊式とは別の門派として扱われている。套路37式、楊式太極剣、推手、内功（気功）からなり、学習内容が少ないことから簡易太極拳と言われることもあり、楊式太極拳において入門用の套路として教授されることもある。
鄭曼青がニューヨークに移住し現地で太極拳を教授していたことから、主に欧米人の間で普及していた。名称が鄭式でなく鄭子となっているのは、鄭が自らの門派を立ち上げていなかったことに由来している。
古伝統合太極拳
中央国術館副館長であった陳泮嶺が創始した。楊式太極拳を中心に陳家・呉式・武式の各太極拳を取り入れ、更に形意拳、八卦掌の技術を取り込んで編纂され、99勢からなる。双辺太極拳、九十九式太極拳、或いは日本では正宗太極拳とも呼ばれている。

### 制定拳

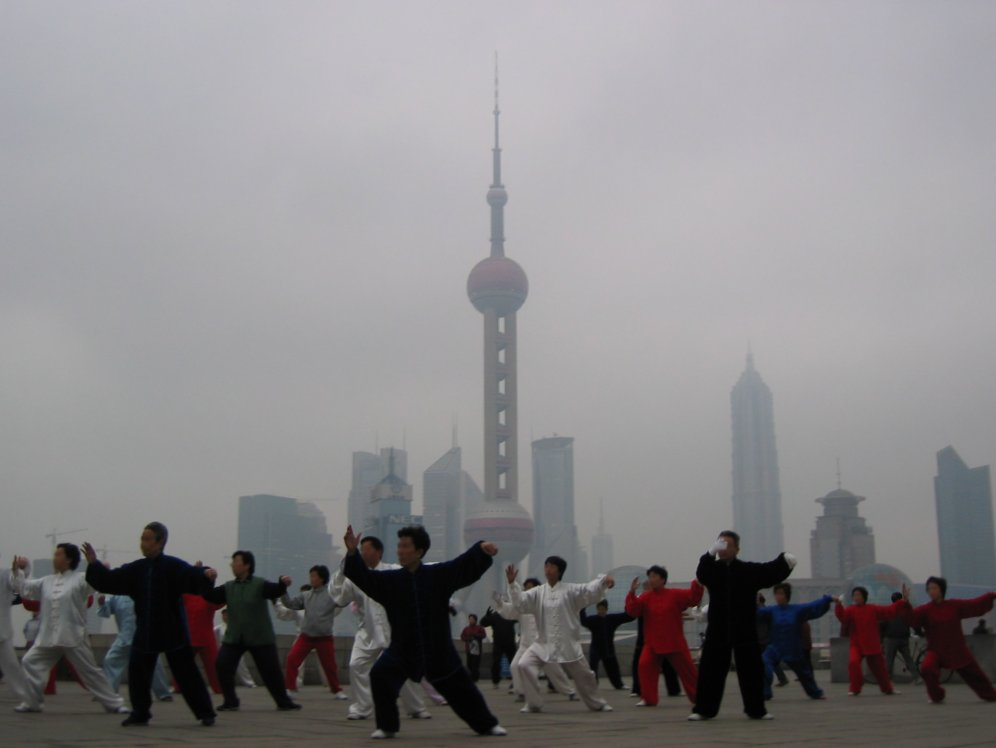
朝に上海の広場で健康体操の簡化太極拳をしている人々。

套路毎に動作の数が違うため、各套路は「二十四式」のように動作の数で呼ばれることが多い。
簡化太極拳（二十四式太極拳）
最初の制定拳として、1956年に発表された。楊式太極拳の主要な二十四の動作から構成されている。全世界で練習され、健康運動としての太極拳の普及に大きく貢献している。日本では一般的な太極拳教室で健康法として教えられており、外国でもジムなどでヨーガなどと一緒に教えられている。楊式太極拳の入門用の套路として教えられることもある。
八十八式太極拳
楊露禅が武当派の太極拳を元に編成した楊家一〇八式を、孫の楊澄甫がより短く編成した楊家八十五式を元にして、健康体育を目的にして編成された二十四式太極拳に続き、1957年に発表された。二十四式の原理に基づいて、楊式太極拳の動作を改めたものである。動作の順序は楊式太極拳大架式に準じているが、動作原理が異なる。
四十八式太極拳
二十四式太極拳の上級套路として、1979年に発表された。楊式太極拳をベースに、陳家、呉式、孫式の動作を取り入れて作られた。二十四式より難度が高く、八十八式より表演時間が短く、動作も左右対称に整えられているため、競技会において頻繁に行われている。
総合太極拳（四十二式太極拳）
1980年代後半になって太極拳の国際大会が催されるようになり、それに伴って競技会用の統一された套路として制定された。規定套路、或いは競技套路と呼ばれ、競技会種目として採用されている。四十八式と同様、楊式をベースに陳家、呉式、孫式の動作が組み合わされており、四十八式よりも各門派の特徴的動作を明確に演ずることが出来る。
太極剣
器械（武器）の入門用として編纂された。楊式太極剣をもとに編纂された『三十二式太極剣』と、競技用套路として陳家、楊式、呉式の動作を組み合わせた『四十二式太極剣』（総合太極剣）がある。総合太極拳と並んで、競技会で盛んに行われている。
この他にも、八式、十六式、三十二式、四十二式の制定拳があり、また、陳式、孫式などの各派の特長を出した陳氏五十六式や三十八式、孫氏七十三式などの套路も制定されている。

## 太極拳を愛好している有名人など
- 山本千尋[18]
- 松浦新